# Mount Electra
Mount Electra ist ein 2000 m hoher und markanter Berg im ostantarktischen Viktorialand. Er ragt unmittelbar westlich des Mount Dido in der Olympus Range auf.
Teilnehmer einer von 1958 bis 1959 durchgeführten Kampagne im Rahmen der neuseeländischen Victoria University’s Antarctic Expeditions benannten ihn nach Elektra, Tochter des Agamemnon aus der griechischen Mythologie.